# Saison 1 du Gros Show
Cet article présente le guide des épisodes de la première saison de la série télévisée L'Gros Show.

## Épisode 2:L'École de la vie
- Marionnette : M. Clavet
- Marionnette : M. Aubry
- Peter Bruggeman : L'chinese
- Mary-Chantale Bertrand : rôle sans nom

## Épisode 3:La Légende de Rocket
- Michel Bertrand : Rocket Bertrand
- Guylaine Guay : Gurda Giroux
- Sonorisateur de Mike Ward : Cocky McRockface
- Conjointe de Mike Ward : Réceptionniste de Radio Radio 1
- Jean-François Mercier : Le gars frustré
- Mary-Chantale Bertrand : La fille frustrée

## Épisode 4:Héritage
- Marionnette : Richard Blues
- André Perron : Didier Shabo
- Dominic Paquet : Jean-Marie Shabo / Johnny Jazz

## Épisode 5:Blonde
- Ève Aubert : Cindy
- Nicolas Pouliot : Nicolas

## Épisode 6:Défrustré
- Jean-François Mercier : Le gars frustré
- Mary-Chantale Bertrand : La fille frustré

## Épisode 7:Contrat de disque
- Richard Lalancette : L'gérant
- Danny Manny : Le gars de Columbia #1
- Martin Félip : Le gars de Columbia #2

Rares critiques sociales de la série quand Chabot dit (en parlant de la maison de disques Columbia): "Moi j'pensais qui avait juste Québécor qui offrait des contrats à n'importe qui". Plus tard dans l'émission, une référence au scandale des commandites est aussi faite. C'est à ce jour le seul épisode de la série qui possède des références de ce genre.

## Épisode 8:Solidrok
- Jean-François Mercier : Le gars frustré
- Paul Sarazin : Paul Sarazin
- Jean-Claude Gélinas : Réjean de Terrebonne
- Jacynthe Maltais : Réceptionniste de MusiquePlus
- Rebecca Makonnen : VJ de MusiquePlus
- Denis Talbot : Denis Talbot